# Zolgokh
Zolgokh (in mongolo: Золгох) è un tradizionale saluto formale mongolo. Due persone tengono entrambe le braccia fuori e le braccia della persona più giovane sono poste sotto la persona più anziana e afferrano i gomiti per mostrare il supporto per l'anziano. Le due persone si toccano quindi le guance, di solito accompagnate dalla frase Amar mend üü (in mongolo: Амар мэнд үү), che significa "Stai bene e in pace?".

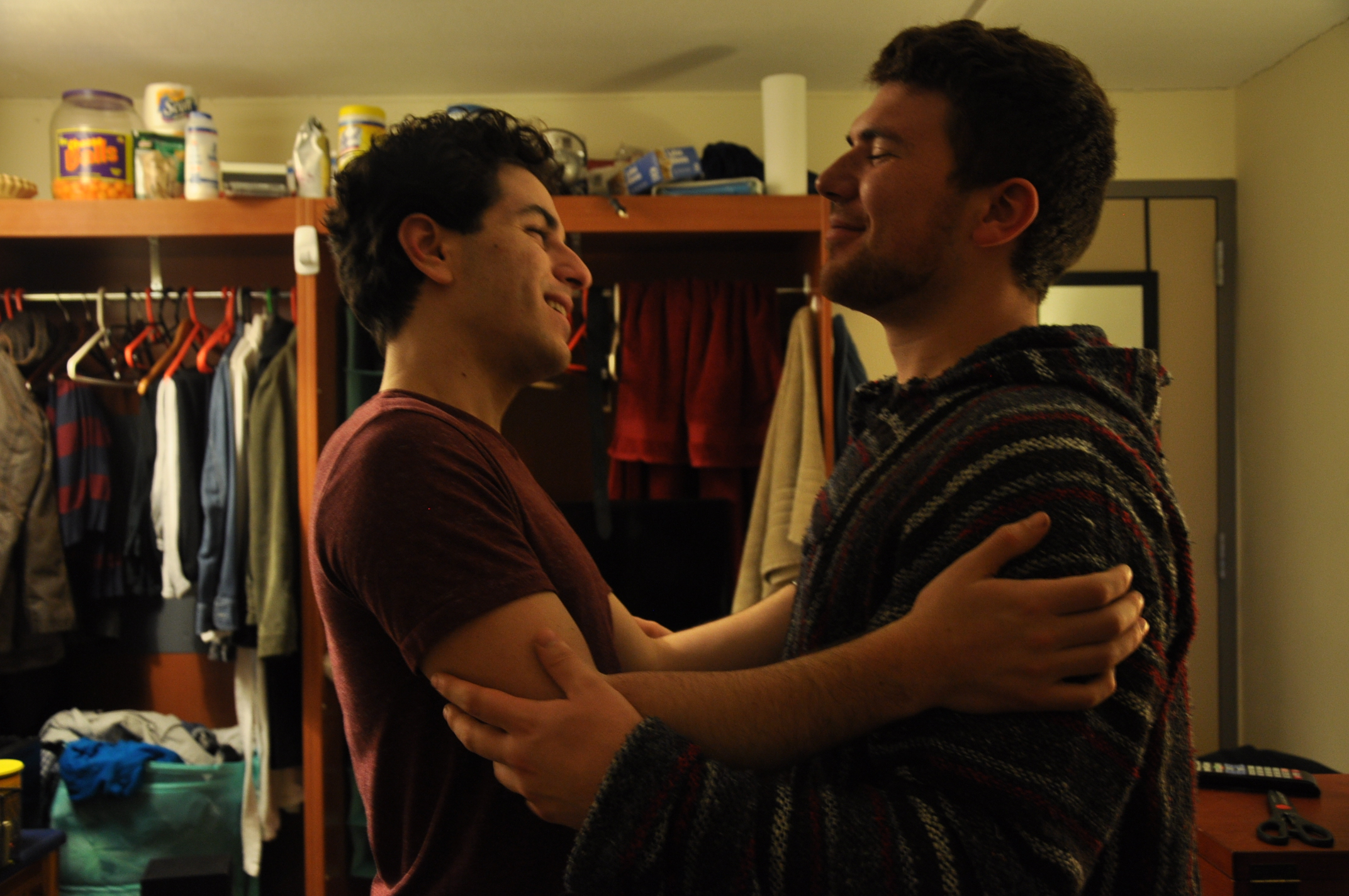
La prima di due immagini raffiguranti il tradizionale saluto mongolo, lo Zolgokh.

## Tsagaan Sar

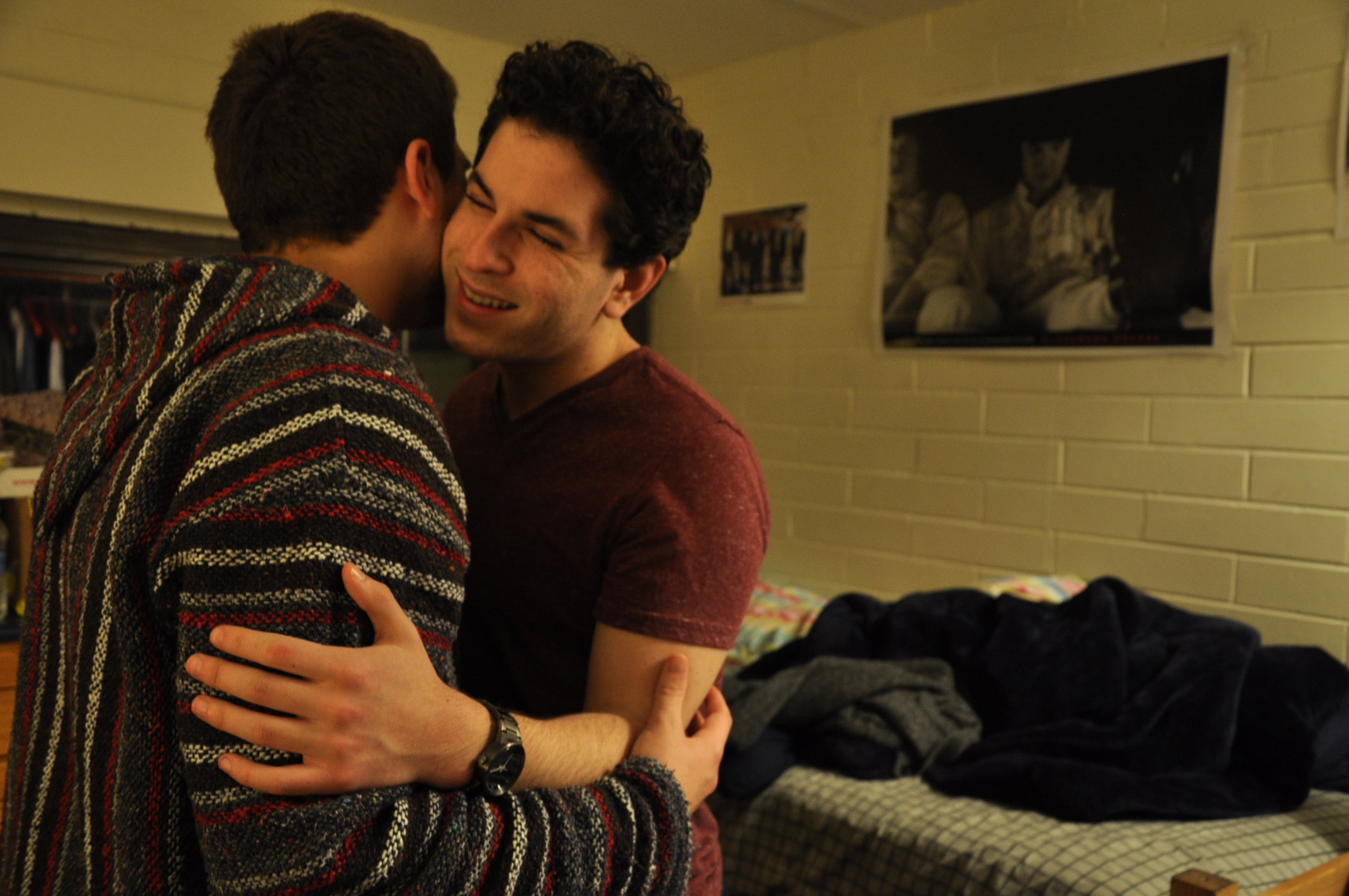
.La seconda di due immagini raffiguranti il saluto mongolo formale, lo Zolgokh

Al giorno d'oggi, il saluto è di solito riservato alle celebrazioni del Tsagaan Sar, in cui le persone si salutano con lo zolgokh.
Lo zolgokh di solito viene rappresentato per la prima volta tra i membri della famiglia la mattina della festività (marito e moglie non si salutano l'uno con l'altro). Il saluto viene prima eseguito con le persone più anziane della famiglia, a volte accompagnato da un dono.